# Leo Parsch
Leo Parsch (* 4. Juni 1927; † 31. März 2000) war ein deutscher Jurist und Präsident des Bayerischen Verfassungsgerichtshofes.

## Leben
Er leistete von 1943 bis 1945 Wehrdienst und war von 1945 bis 1948 in Kriegsgefangenschaft. Nach dem Studium der Rechtswissenschaften legte er 1956 die Zweite juristische Staatsprüfung ab und wurde zum Dr. iur. promoviert. 
1956 wurde er Gerichtsassessor im Oberlandesgerichtsbezirk München. 1959 wurde er Staatsanwalt beim Landgericht München II und zum Staatsministerium der Justiz abgeordnet. 1963 wurde er Oberregierungsrat, 1966 Regierungsdirektor, 1968 Oberstaatsanwalt beim Oberlandesgericht München, 1970 Ministerialrat und 1974 Ministerialdirigent.
Von 1985 bis 1992 war er Präsident des Oberlandesgerichts München sowie Präsident des Bayerischen Verfassungsgerichtshofs. 1992 trat er in den Ruhestand.